# 蒺藜锥
蒺藜锥（学名：Castanopsis tribuloides）为壳斗科锥属下的一个种。

## 扩展阅读
- 維基物種上的相關：蒺藜锥